# 池田幸甚

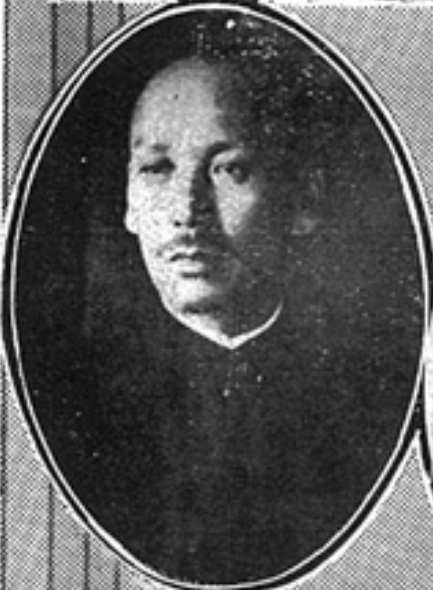
池田幸甚

池田 幸甚（いけだ こうじん、1880年（明治13年）4月 - 1924年（大正13年）8月23日）は、台湾総督府官僚。位階および勲等は従四位、勲四等。

## 経歴
新潟県新潟市出身。1907年（明治40年）、東京帝国大学法科大学独法科を卒業し、台湾総督府属となる。民政部総務局勤務、同内務局勤務、台湾総督府法院書記長・台湾総督府事務官、内務局法務課勤務、法務部民刑課・監獄課勤務、参事官、専売局事務官、庶務課長・脳務課長を歴任。1921年（大正10年）、専売課長に就任した。墓所は青山霊園。